# Фонд Мулаго
Фонд Мулаго (англ. Mulago Foundation) — частный американский некоммерческий фонд (траст), специализирующийся на инвестициях социального воздействия и венчурной филантропии (так называемой «филантропии большого взрыва»). Основными сферами инвестиций являются здравоохранение, борьба с бедностью и сохранение природы в развивающихся странах (фонд ищет организации, которые, в первую очередь, сосредоточены на максимальном социальном воздействии в решении проблем бедности). 

## Организация
Фонд организован на средства германской банкирской семьи Арнольдов, чьё имущество перед Второй мировой войной было национализировано нацистской Германией, а самим её членам пришлось бежать через Швейцарию в США.
Фонд был задуман Райнером Арнольдом (англ. Rainer Arnold) — педиатром, филантропом и заядлым путешественником, который посвятил себя обучению медицинских работников в развивающихся государствах — Перу, Боливии, Уганде, Сомали, Пакистане и других. Он мечтал помочь жителям этих стран выбраться из бедности, дать детям образование и достойную работу в будущем. В 1993 году, во время одного из походов с группой студентов-медиков в боливийских Андах, Рейнер внезапно скончался.
Во исполнение идей брата Генри Арнольд (англ. Henry Arnold) создал некоммерческий фонд, пригласив в него в качестве управляющего директора товарища Райнера Кевина Старра (англ. Kevin Starr).
Фонд получил название в честь холма Мулаго (англ. Mulago) в центральной части столицы Уганды Кампалы.
Штаб-квартира Фона Мулаго расположена в Сан-Франциско, Калифорния, США.
Среди объектов инвестирования Фонда Мулаго: Smallholders Foundation, Living Goods, Educate Girls, One Acre Fund, myAgro, Proximity Designs, Root Capital, Medic Mobile, Blue Ventures, KOMAZA, Samasource, VisionSpring, The MicroDreams Foundation, VillageReach, Jacaranda Health, Off.Grid:Electric и другие.

## Деятельность
Фонд Мулаго является одним из крупнейших социальных инвесторов, нацеленных на вложения, обеспечивающих высокое социальное воздействие.
В отличие от других подобных организаций, он не принимает заявки от желающих, а производит поиск объектов для инвестирования самостоятельно.
Руководитель фонда Кевин Старр скептически относится к прибыльности социальных предприятий, приводя множество аргументов своей позиции, поэтому готов инвестировать не только в виде займов и вкладов в уставной камитал, но и в виде грантов.
Политику фонда он выражает словами: «Вне зависимости от того, нацелены ли вы на получение прибыли (for-profit) или на некоммерческую деятельность (not-for-profit), ваша деятельность должна определяться тем, что окажет наибольшее социальное воздействие (impact). <…> Моя работа — покупать воздействие. Получать максимальную <социальную> отдачу (bang) на каждый мой пожертвованный доллар».
Фонд Мулаго заявляет, что может сколь угодно долго предоставлять практически неограниченные инвестиции в ожидании требуемого социального эффекта. По данным на 2010-2011 годы Фонд Мулаго обладал собственными активами в размере более 171 млн долларов США, вложив при этом более 7 млн долларов.
Работая с организациями, Фонд Мулаго использует пять шагов, чтобы определить потенциальное воздействие:
- Определение реальной цели миссии и окончательного результата (в том числе целевой группы, на которую направлено воздействие).
- Выбор правильного индикатора, который демонстрирует достигнутую миссию.
- Необходимость показать изменения и доказать реальность их воплощения с помощью выбранных методов.
- На примере конкретных чисел показать те усилия, которые вызвали изменения и произвели воздействие (а также показать, что было бы без этих изменений).
- Определение стоимости проекта, а также реальной пропорции затрат и полученного результата.

## Оценки
GiveWell поставил Фонд Мулаго в качестве ведущих инвесторов в области высокого социального воздействия в один ряд с Фондом Билла и Мелинды Гейтс  и Фондом Сколла.